# Museo del Ejército y Fuerza Aérea Mexicanos (Bethlemitas)
El Museo del Ejército y Fuerza Aérea Mexicanos (Bethlemitas) fue uno de los terrenos expropiados a la iglesia en tiempos de la Reforma, y sede de uno de los principales periódicos de la Ciudad de México durante 1848-1911, el Diario del Hogar, presidido por el antirreleccionista Filomeno Mata, su fundador.

## Historia
A lo largo de su historia esta instalación fue utilizada para distintas actividades, su principal uso fue como Colegio Militar, por el presidente Guadalupe Victoria de 1828 a 1837. En 1964, el presidente de la República Mexicana, Adolfo López Mateos, entregó el edificio a la Asociación del Heroico Colegio Militar para albergar al Museo del Ejército, que fue inaugurado el 15 de septiembre de 1991.

## Alrededores
El recinto se encuentra a un costado del Jardín de la Triple Alianza que se estableció en 1427; en dicho jardín se cuentan con relieves que representan a Izcóatl, Netzahualcóyotl, Totoquihuatzin. Estas obras artísticas fueron realizadas por el escultor Jesús Fructuoso Contreras Oriundo (1866).
Al centro se encuentra un busto que representa al periodista potosino Filomeno Mata.

## Salas
El museo cuenta con:
- Una biblioteca (General Francisco Luis Urquizo Benavides).
- Una sala de juntas (General Joaquín Amaro Domínguez).
- Salas de exposiciones.

En las salas de exposición que permanecen abiertas que cuenta el museo:
- Conquista
- Colonia
- Independencia
- Luchas por el poder
- Intervenciones extranjeras
- Reforma
- Batalla del 2 de abril de 1867
- La intervención francesa
- El segundo imperio
- Porfiriato
- Revolución Mexicana
- La fuerza Aérea Expedicionaria
- Industria y Heráldica Militar

## Ubicación
Filomeno Mata, n.º 6, Col. Centro, Alcaldía Cuauhtémoc, Ciudad de México

## Horario
Martes a sábado: de las 10:00 a las 18:00 horas.
Domingos y días festivos: de las 10:00 a las 16:00 horas.